# Rigi-Scheidegg-Bahn
La Rigi-Scheidegg-Bahn (RSB, letteralmente: "ferrovia della Rigi Scheidegg") era una linea ferroviaria a scartamento metrico che collegava la località di Rigi Kaltbad, sulla linea Vitznau-Rigi, alla località di Rigi Scheidegg.

## Storia
La linea venne attivata nel 1874-75 e soppressa nel 1931.

## Percorso
|  | Continuation backward |

|  | Station on track | Unknown route-map component "exKBHFa" |

| Unknown route-map component "CONTgq" | One way rightward | Unknown route-map component "exSTR" |

|  |  | Unknown route-map component "exHST" |

|  |  | Unknown route-map component "exHST" |

|  |  | Unknown route-map component "exKBHFe" |